# Edometer
Edometer je naprava za ugotavljanje stisljivosti oz. deformabilnosti zemljin.